# Ел Данкан
Ел Да́нкан (англ. Al Duncan), повне ім'я А́льрок Джеймс Да́нкан (англ. Alrock James Duncan; 8 жовтня 1927, Мак-Кінні, Техас — 3 січня 1995, Лас-Вегас, Невада) — американський блюзовий і ритм-енд-блюзовий ударник.

## Біографія
Народився 8 жовтня 1927 року в Мак-Кінні, штат Техас. Син Альрока Кліффорда Данкана і Берніс Макгвайр.
У 1950-х і 1960-х багато працював як сесійний музикант на чиказьких лейблах Chess, Vee-Jay і Cobra; грав у жанрах блюз, джаз і госпел. У 1950-х записувався з Отісом Рашем («I Can't Quit You Baby»), Джиммі Рідом. Окрім студійної роботи, був відомим виступами у місцевих джазових клубах. Тісно співпрацював з Джеєм Макшенном і Віллі Діксоном. У 1960-х записувався із The Staple Singers на Riverside, з Джиммі Рідом і Джоном Лі Гукером на BluesWay.
Помер 3 січня 1995 року у віці 67 років в Лас-Вегасі, штат Невада.